# Rosier Swany
Le rosier Swany est un arbuste sarmenteux et épineux, au port variable, dressé, rampant, grimpant.
Son nom vient probablement du prénom Swany.

## Description
Les tiges sont arquées.
Les feuilles sont caduques, alternes, composées de 5 à 7 folioles, elliptiques, acuminées et dentées. 
Les fleurs sont soit en corymbes ou isolées. Elles sont composées de 5 sépales et 5 pétales. 
Pour les variétés ou cultivars obtenus par sélection, ce sont les étamines qui se transforment en pétales supplémentaires.
Les fleurs s'épanouissent du printemps au début d'automne. Le fruit obtenu est en réalité un faux fruit charnu appelé, cynorrhodon. Il contient une quantité importante d'akènes à une seule graine.